# Херсон (тема)
Тема Херсон (грчки: θέμα Χερσῶνος), првобитно тема климата (грчки: τὰ Κλίματα) је била византијска тема на јужном Криму са центром у Херсону. Основана је 830-тих година, током владавине цара Теофила, као центар црноморске трговине. Након пада Цариграда 1204. године Херсон је под влашћу Трапезунтског царства.

## Историја
Римска контрола над Херсоном постојала је до почетка 8. века. Тада га заузимају Хазари. Византијска власт поново је успостављена током владавине цара Теофила (829—842) који је увидео значај северног Прицрноморја. Старија историографија датирала је успостављање теме Херсон око 833/4. године, али су новија истраживања показала да је формирање теме повезано са напорима Византинаца да обнове хазарску тврђаву Саркел 839. године.. Петроније Каматерос, архитекта у изградњи Саркела, први је носио функцију стратега Херсона 840/1. године. Нова покрајина је у почетку називана "климатом". Од 860. године позната је под називом "Тема Херсон". Херсон је играо важну улогу у односима Византије и Хазара, а након пропасти Хазарског каганата у односима Печенега и Руса. Херсон је био центар византијске дипломатије, а не војне активности јер су снаге теме Херсон биле веома мале и углавном су вршили функцију милиције. Слабост византијског гарнизона огледа се и у склапању уговора са Русима 945. и 971. године којим су се Руси обавезали да бране Византију од Бугара са Волге. Херсон је напредовао током 9. и 11. века. Постао је центар црноморске трговине, упркос разарања града од стране Владимира Кијевског 988/9. године. Херсон се брзо опоравио. Градска утврђења су обновљена и проширена почетком 11. века. Истовремено, након пораза хазарског војсковође Георгија Цула 1016. године, византијска власт проширена је на источни Крим. То доказује титула Лава Алијата: "стратег Херсона и Сугдаје". Међутим, ове територије изгубљене су 1059. године у нападу Кумана Готово ништа се не зна о Херсону у 12. веку. Био је то релативно миран период. Херсон је остао под византијском контролом до завршетка Четвртог крсташког рата 1204. године када је потпао под сизеренство Трапезунтског царства.